# Victa
Victa és un cràter sobre la superfície del planeta nan Ceres, situat amb el sistema de coordenades planetocèntriques a 38.2 ° de latitud nord i 303.37 ° de longitud est. Fa un diàmetre de 32 km. El nom va ser fet oficial per la UAI el 21 de setembre del 2015 i fa referència a Victa, deessa dels aliments i l'alimentació de la mitologia romana.